# 薩格拉馬柴山 (帕瑙-蒂克拉卡揚)
10°27′11″S 76°00′40″W / 10.45306°S 76.01111°W
薩格拉馬柴山（Saqra Mach'ay），是秘魯的山峰，位於該國中部瓦努科大區和帕斯科大區，由帕瑙區和蒂克拉卡揚區負責管轄，屬於安地斯山脈的一部分，海拔高度4,750米。